# Bidyanus
Bidyanus és un gènere de peixos pertanyent a la família dels terapòntids.

## Distribució geogràfica
Es troba a Austràlia.

## Taxonomia
- Bidyanus bidyanus (Mitchell, 1838)[5][6]
- Bidyanus welchi (McCulloch & Waite, 1917)[7][8][9][10][11][12][13]